# 久保宗一郎
久保宗一郎（くぼ そういちろう、1967年4月9日 - ）は、日本の音響監督。元東北新社音響字幕制作事業部、吹替ディレクター。趣味はバンド演奏、バイク、モーター・スポーツ、麻雀、サーフィン。2024年に東北新社が45歳以上を対象に希望退職100人募集を機に退職し、再びフリーで活動。

## 担当作品

### テレビアニメ
- コケッコーさん
- なりヒロwww[2]
- HERO MASK[2]
- ユーレイデコ[2]
- ばいばい、アース[4][5]

### テレビドラマ
- 牙狼シリーズ[2]

### ゲーム
- ラチェット&クランクシリーズ[2]
- クラッシュ・バンディクーシリーズ[2]
- アーマード・コアシリーズ[2]

### 吹き替え

#### ドラマ
- ブル〜ウォール街への挑戦〜[1]
- シラノ
- OZ/オズ[1]
- F.B.EYE!! 相棒犬リーと女性捜査官スーの感動!事件簿（第11話 - 第22話 DVD）[1]
- アルフ・ザ・ファイナル・スペシャル[6]
- BONES -骨は語る[2]
- THE O.C.[2]
- ゴシップガール[2]
- プロジェクト・ランウエイ[2]
- 弁護士ビリー・マクブライド[2]
- チェルノブイリ[2]
- 絶叫パンクス レディパーツ![2]

#### 映画
- ミーン・マシーン[1]
- ブルークラッシュ[1]
- 24アワー・パーティー・ピープル[1]
- デューン/砂の惑星[1]
- デューン/砂の惑星II
- アンデルセン[1]
- チェルシーホテル[1]
- アート・オブ・エロス 監督たちの晩餐[1]
- TAXi④[2]
- ジャックと天空の巨人[2]
- ジェミニマン[2]
- ゾンビランド:ダブルタップ[2]
- ブレット・トレイン[2]
- GOTHAM/ゴッサム[2]
- ザ・シューター/極大射程[2]
- アルティメット[2]
- ブラック・レイン[2]
- レンフィールド[7]
- ミスターGO![8]
- チェルノ・ブイリ[9]
- インタビュー・ウィズ・ヴァンパイア ※スターチャンネル版[10]

#### アニメ映画
- カーズ2[11]
- サウス・パーク 無修正映画版[1]
- LEGO ムービー[2]
- レゴ ムービー 2[2]
- DC がんばれ!スーパーペット[2]
- スパイキッズ4D:ワールドタイム・ミッション[2]
- 二ノ国[2]
- ロイヤルコーギー レックスの大冒険[12]
- レゴニンジャゴー ザ・ムービー[13]
- レゴバットマン ザ・ムービー[14]
- LEGO スター・ウォーズ/恐怖のハロウィーン[15]

#### アニメ
- スーパーマン（2001年 - 2004年、#27 #38、#42 - #54）
- スパイダーマンシリーズ（2004年 - 2006年）
  - スパイダーマン（2004年7月5日 - 8月25日、カートゥーンネットワーク）
  - スパイダーマン・アンリミテッド（2005年12月3日 - 2006年1月14日、トゥーン・ディズニー）
  - スパイダーマン&アメイジング・フレンズ（2005年12月5日 - 2006年1月12日、トゥーン・ディズニー）
- スター・ウォーズ/クローン・ウォーズ（不明、ディズニーXD）
- スター・ウォーズシリーズ
  - スター・ウォーズ 反乱者たち（2015年、ディズニーXD）
  - スター・ウォーズ: バッド・バッチ（2021年、Disney+）
  - スター・ウォーズ:ヤング・ジェダイ・アドベンチャー（2023年、Disney+）